# Communauté de communes du Val d’Origny
Die Communauté de communes du Val d’Origny  ist ein ehemaliger französischer Gemeindeverband (Communauté de communes) im Département Aisne und der Region Picardie. Er wurde am 13. Dezember 1992 gegründet.

## Mitglieder
1. Mont-d’Origny
2. Neuvillette
3. Origny-Sainte-Benoite
4. Thenelles

## Quelle
- Le SPLAF - (Website zur Bevölkerung und Verwaltungsgrenzen in Frankreich (frz.))